# Рибонуклеотид
Рибонуклеотид или риботид е нуклеотид съставен от пуринова или пиримидинова нуклеотидна база свързана с молекула рибоза, а тя с една фосфатна група. В живите организми най-разпространените бази в рибонуклеотидите са аденин (A), гуанин (G), цитозин (C) и урацил (U). Рибонуклеотидът е мономерът изграждащ полинуклеотидната верига на РНК.
- Аденинов нуклеотид
- Гуанинов нуклеотид
- Цитозинов нуклеотид
- Урацилов нуклеотид